# Hyphessobrycon agulha
Hyphessobrycon agulha ist ein Süßwasserfisch der im Einzugsbereich des Rio Madeira im mittleren und südwestlichen Amazonasbecken vorkommt.

## Merkmale
Der gestreckte und seitlich stark abgeflachte Körper von Hyphessobrycon agulha kann eine Gesamtlänge von 4, 5 Zentimetern erreichen. Die männlichen Tiere bleiben allerdings kleiner und schlanker als die etwas fülligeren Weibchen. Die Grundfärbung ist hellbraun bis dunkel olivgrün, wobei der Rücken dunkler ist, da die dort liegenden Schuppen dunkel gerandet sind. Der Bauch ist weißlich bis silbrig. Eine dunkelblaue bis schwärzliche Längsbinde erstreckt sich vom Hinterrand des Kiemendeckels bis auf die mittleren Flossenstrahlen der Schwanzflosse. Die Flossen sind grau oder transparent. Die obere Hälfte der Iris zeigt ein kräftiges Rot. Der vordere oder untere Abschnitt der Rückenflosse ist rötlich. Auch einige Flossenstrahlen der Schwanzflosse sind rötlich. Der Rand der Afterflosse kann schwärzlich sein. Die Seitenlinie erstreckt sich nur über 12 Schuppen.
Flossenformel: Dorsale 3/9, Anale 4/19-21/1

## Systematik

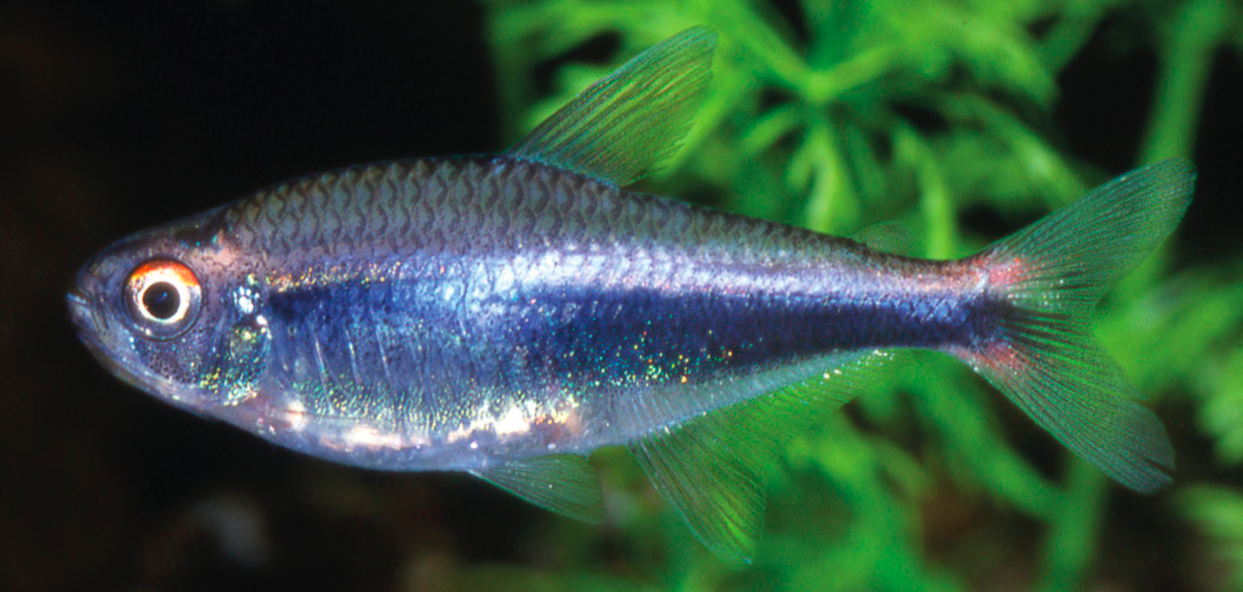
Hyphessobrycon peruvianus

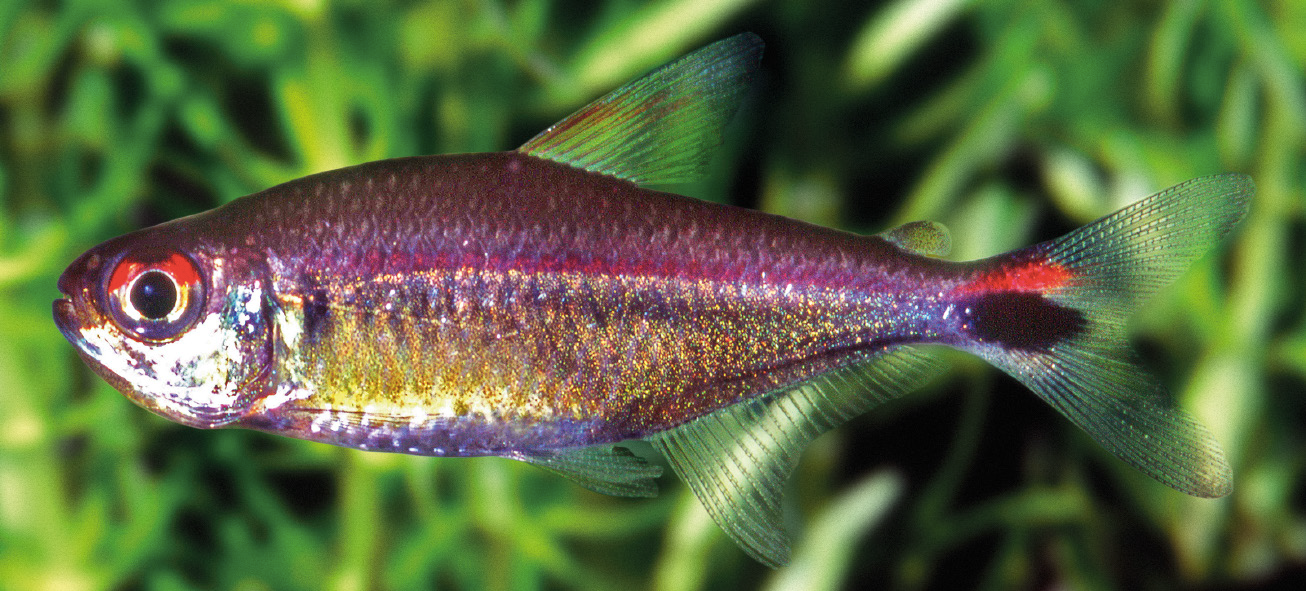
Hemigrammus rubrostriatus

Hyphessobrycon agulha wurde 1913 durch den US-amerikanischen Zoologen Henry Weed Fowler erstmals wissenschaftlich beschrieben. Innerhalb der nicht monophyletischen Gattung Hyphessobrycon ist Hyphessobrycon agulha die namensgebende Art der Hyphessobrycon agulha-Artengruppe, deren gemeinsames Merkmal ein relativ diffuser dunkler Seitenstreifen und ein dunkler Schulterfleck ist. Letzterer kann mit dem Seitenstreifen verschmolzen sein. Bei einigen Arten verbreitert sich der Seitenstreifen hinter der Körpermitte nach unten. Neben Hyphessobrycon agulha gehören zur Hyphessobrycon agulha-Artengruppe der aus der Aquaristik sehr bekannte Schwarze Neon (Hyphessobrycon herbertaxelrodi), H. clavatus, H. eschwartzae, H. klausanni, H. loretoensis, H. lucenorum, H. margitae, H. metae, H. mutabilis, H. peruvianus, H. wadai und H. zoe. Auch die Hyphessobrycon agulha-Artengruppe ist nicht monophyletisch, sondern mit der Hyphessobrycon heterorhabdus-Artengruppe verflochten, die nach dem Dreibandsalmler (Hyphessobrycon heterorhabdus) benannt ist. Zu der von beiden Artengruppen gebildeten Klade gehören auch der  Bellotti-Rotaugensalmler (Hemigrammus bellottii) und der Rotstreifen-Salmler (Hemigrammus rubrostriatus). Da Hyphessobrycon compressus, die Typusart der Gattung Hyphessobrycon, außerhalb dieser großen Gruppe liegt, müsste diese Gruppe als eine eigenständige, sich von Hyphessobrycon und Hemigrammus unterscheidende Gattung beschrieben werden.

## Belege
1. ↑  Günther Sterba: Süßwasserfische der Welt. Weltbild Verlag, Augsburg 1998, ISBN 3-89350-991-7, S. 100.
2. ↑  Bruno F Melo, Rafaela P Ota, Ricardo C Benine, Fernando R Carvalho, Flavio C T Lima, George M T Mattox, Camila S Souza, Tiago C Faria, Lais Reia, Fabio F Roxo, Martha Valdez-Moreno, Thomas J Near, Claudio Oliveira (2024): Phylogenomics of Characidae, a hyper-diverse Neotropical freshwater fish lineage, with a phylogenetic classification including four families (Teleostei: Characiformes) Zoological Journal of the Linnean Society, Volume 202, Issue 1, September 2024, doi: 10.1093/zoolinnean/zlae101